# Le vite di Dubin
Le vite di Dubin (Dubin's Lives) è un romanzo di Bernard Malamud pubblicato nel 1979 presso Farrar, Straus and Giroux e diviso in 9 capitoli. Il protagonista, William Dubin, è uno scrittore che sta lavorando a una biografia di D.H. Lawrence. In qualche modo influenzato dalle sue letture, benché sposato con Kitty (lui è ebreo e lei gentile), si fa coinvolgere e comincia una relazione con Fanny Bick, una ragazza molto più giovane.
Secondo Philip Davis, autore della sua biografia del 2007, Malamud lo considerava il suo romanzo migliore. Certamente lo impegnò molto, sia in tempo di scrittura e revisioni, sia in termini di coinvolgimento psicologico ed emotivo. Nella prima stesura (cominciata nel 1973) dà a un personaggio (quello che diventerà Greenfeld, il flautista) persino il proprio cognome. È insomma il resoconto di una relazione complessa tra narratore e protagonista, resa doppia da quella tra il protagonista e lo scrittore inglese sul quale questo sta lavorando. Situazione resa ancora più complessa – e rischiosa – da quello che Malamud visse nella propria vita privata che in qualche modo si intravede nel racconto, trapelante segreti di una propria relazione extra-coniugale.
Il libro venne accolto bene dalla critica. Saul Bellow gli scrisse una lettera d'ammirazione e Malamud negò ogni riferimento autobiografico nelle interviste che seguirono. Tuttavia alcuni conoscenti vi si specchiarono.

## Edizioni italiane
- Le vite di Dubin, trad. di Bruno Oddera, Collana Supercoralli, Einaudi, Torino, 1981-1989, ISBN 88-06-52167-5, pp.410; Milano, Club degli Editori, 1982.
- Le vite di Dubin, trad. di Bruno Oddera riveduta da Giovanni Garbellini, con un ricordo di Cynthia Ozick, Collana Minimum Classics n.31, Minimum fax, Roma, 2009-2020, ISBN 978-88-7521-233-9, pp.553.